# Överbo
Överbo este o arie protejată (arie specială de conservare — SAC, sit de importanță comunitară — SCI) din Suedia întinsă pe o suprafață de 9,2 ha, integral pe uscat.

## Localizare
Centrul sitului Överbo este situat la coordonatele 64°30′38″N 18°52′22″E / 64.5105°N 18.8729°E.

## Înființare
Situl Överbo a fost declarat sit de importanță comunitară în iunie 2001 pentru a proteja 1 specie de plante. Situl a fost protejat și ca arie specială de conservare în martie 2011.

## Biodiversitate
Situată în ecoregiunea boreală, aria protejată conține 1 habitat natural: Taiga vestică.
La baza desemnării sitului se află o specie protejată de  plante: Ranunculus lapponicus.